# Oporinia bifasciata
Oporinia bifasciata är en fjärilsart som beskrevs av Kolossow 1936. Oporinia bifasciata ingår i släktet Oporinia och familjen mätare. Inga underarter finns listade i Catalogue of Life.